# سیارک ۲۸۶۴
سیارک ۲۸۶۴ (به انگلیسی: 2864 Soderblom، نامگذاری:1983AZ) دو هزار و هشتصد و شصت و چهارمین سیارک کشف شده‌است که در ۱۲ ژانویه ۱۹۸۳ کشف شد.
قدر مطلق سیارک برابر ۱۲٫۵۰ است.